# Програм Уједињених нација за животну средину
Програм Уједињених нација за животну средину (енгл. United Nations Environment Programme) је одговоран за координацију одговора на еколошка питања у оквиру система Уједињених нација. Основао га је Морис Стронг, његов први директор, након конференције Уједињених нација о људском окружењу у Стокхолму, јуна 1972. Његов мандат је да обезбеди вођство, пружи науку и развије решења о широком спектру питања, укључујући климатске промене, управљање морским и копненим екосистемима и економски развој. Организација, такође, развија међународне споразуме о животној средини; објављује и промовише науку о животној средини и помаже националним владама у постизању еколошких циљева.
Као члан развојне групе Уједињених нација, програм Уједињених нација за животну средину има за циљ да помогне свету да испуни седамнаест циљева одрживог развоја.
Програм Уједињених нација за животну средину је домаћин секретаријата неколико мултилатералних споразума о животној средини и истраживачким телима, укључујући конвенцију о биолошкој разноликости, о миграторним врстама и о међународној трговини угроженим врстама дивље фауне и флоре.
Светска метеоролошка организација и програм Уједињених нација за животну средину су 1988. године основали међувладин панел за климатске промене. Програм Уједињених нација за животну средину је, такође, једна од неколико агенција за спровођење глобалног фонда за животну средину и мултилатералног фонда.
Програм Уједињених нација за животну средину понекад користи алтернативни назив Програм заштите животне средине Уједињених нација.

## Историја
Седамдесетих година прошлог века потреба за управљањем животном средином на глобалном нивоу није била универзално прихваћена, посебно у земљама у развоју. Неки су тврдили да брига за животну средину није приоритет за земље у сиромаштву. Вођство Мориса Стронга убедило је многе владе земаља у развоју да треба да дају приоритет овом питању.
Након развоја организација као што су Међународна организација рада, Организација за храну и пољопривреду и Светска здравствена организација , сазвана је конференција Уједињених нација о људском окружењу 1972. године. На овој конференцији разговарано је о разним темама као што су загађење, заштита ресурса, промена животне средине, катастрофе повезане са природом и биолошке промене. Ова конференција резултирала је декларацијом о људском окружењу и успостављањем тела за управљање животном средином, које је касније названо Програмом Уједињених нација за животну средину, основан је резолуцијом Генералне скупштине Организације уједињених нација. Седиште је основано у Најробију, са 300 запослених, укључујући 100 професионалаца у различитим областима и са петогодишњим фондом већим од 100 милиона америчких долара. Тада су Сједињене Америчке Државе обећале 40 милиона америчких долара, а остатак 50 друге државе. Финансије повезане са свим програмима Уједињених нација за животну средину добровољно дају државе чланице Организације уједињених нација. Фонд за животну средину, у који улажу све државе Уједињених нација, главни је извор програма Уједињених нација. Између 1974. и 1986. програм Уједињених нација за животну средину је израдио више од 200 техничких смерница или приручника о животној средини, укључујући управљање шумама и водама, сузбијање штеточина, праћење загађења, однос између употребе хемикалија и здравља и управљања индустријом.
Развијене земље су за седиште програма предложили Женеву, где је седиште неколико других канцеларија Уједињених нација, док су земље у развоју преферирале Најроби, јер би то била прва међународна организација са седиштем на глобалном југу. У почетку су се Мексико Сити, Њу Делхи и Каиро такође такмичили за седиште, али су се повукли како би подржали Најроби. Многе земље у развоју нису подржавале стварање нове формалне институције за управљање животном средином, али су подржале њено стварање као чин јужне солидарности. Локација програма Уједињених нација за животну средину у Најробију узета је као „експлицитно политичка одлука”.

## Реформа
Након објављивања међувладиног панела о климатским променама 2007. године, четвртог извештаја о процени Paris Call for Action који је представио француски председник Жал Ширак и подржао 46 земаља, затражио је да се програм Уједињених нација за животну средину замени новим и моћнијим програмом заштите животне средине Уједињених нација, по узору на Светску здравствену организацију. Међу 46 земаља биле су државе Европске уније, али међу њима нису биле Сједињене Америчке Државе, Саудијска Арабија, Русија и Кина, прва четири емитера гасова стаклене баште.
У децембру 2012. године, након самита Rio+20, потврђена је одлука генералне скупштине Уједињених нација да „ојача и надогради” програм Уједињених нација за животну средину и успостави универзално чланство у његовом управљачком телу.

## Финансирање
У септембру 2018. холандска влада је најавила да ће ускратити осам милиона долара за финансирање програма Уједињених нација за животну средину до непотизма. Престале су да финансирају и Шведска и Данска. Портпарол Норвешког института за међународне послове рекао је да је замрзавање средстава вероватно без преседана.